# ويندي وايلد
ويندي وايلد (بالإنجليزية: Wendy Wild)‏ هي مغنية أمريكية، ولدت في 31 أغسطس 1956، وتوفيت في 26 أكتوبر 1996 بسبب سرطان الثدي.